# カタリーナ・コルナーロ
カタリーナ・コルナーロ（イタリア語: Caterina Cornaro、1454年11月25日 - 1510年7月10日）またはカテリーナ・コルナーロは、15世紀のキプロス女王。ヴェネツィア共和国の名門貴族コルナーロ家の出身で、キプロス王ジャック2世と結婚してキプロス王妃となった。ジャック2世の死後に生まれた嫡子のジャック3世がキプロス王位を継いだが、ジャック3世も生後1年足らずで死去したためにカタリーナが1474年に王位を継ぎ、1489年まで女王としてキプロスを治めた。王位に就いたカタリーナは「聖マルコの娘」を名乗ったが、これはカタリーナの出身国であるヴェネツィアが、自らの守護聖人であるマルコとカタリーナを関連付けることによって、ジャック2世の死後もキプロスに対するヴェネツィアの影響力を保とうとしたためである。

## 家族
カタリーナは神聖ローマ帝国の騎士階級でヴェネツィア貴族のマルコ・コルナーロとフィオレンツァ・クリスポの娘として、1454年11月25日にヴェネツィア共和国で生まれた。父マルコはおそらく、1365年から1368年までヴェネツィアのドージェを務めたマルコ・コルナーロ (en:Marco Cornaro) の孫である。コルナーロ家はヴェネツィアの元首であるドージェを4名輩出した名門貴族で、カタリーナの兄ジョルジョ・コルナーロ (en:Giorgio Cornaro) も要職に就いている。コルナーロ家とキプロスは通商や交易を通じて、長年にわたって深いつながりがあった。
カタリーナの母フィオレンツァは、シロス島の領主ニコラス・クリスポ (en:Nicholas Crispo, Lord of Syros) の娘である。ニコラスは少なくとも二度結婚しており、フィオレンツァの母親がどちらなのかははっきりとしていない。ニコラス自身の書簡によると、ニコラスはレスボス島の領主ジャコポ・ガッティルシオの義理の息子となっている。1574年のカテリーノ・ゾノの記録には、ニコラスの妻としてエウドキア＝ヴァレンツァ・トレビゾンドの名前が記載されており、エウドキア＝ヴァレンツァはトレビゾンド皇帝ヨハネス4世の娘だとされている。しかしながら年齢や結婚時期などからすると、エウドキア＝ヴァレンツァはヨハネス4世の娘ではなく妹である可能性が高く、この場合エウドキア＝ヴァレンツァの両親は先代のトレビゾンド皇帝アレクシオス4世と皇妃テオドーラということになる。
ニコラス・クリスポの父はナクソス公国の君主フランチェスコ1世・クリスポ (en:Francesco I Crispo) で、ニコラスの母はナクソス公国の前君主サヌード家の一員フロレンス・サヌードだった。フロレンスは、1341年から1376年までミロス島領主だったマルコ・サヌードの娘である。マルコ・サヌードは1303年から1323年までナクソス公国の君主だったグッリェルモ1世・サヌード (en:William I Sanudo) の末子だった。

## 結婚と王位継承

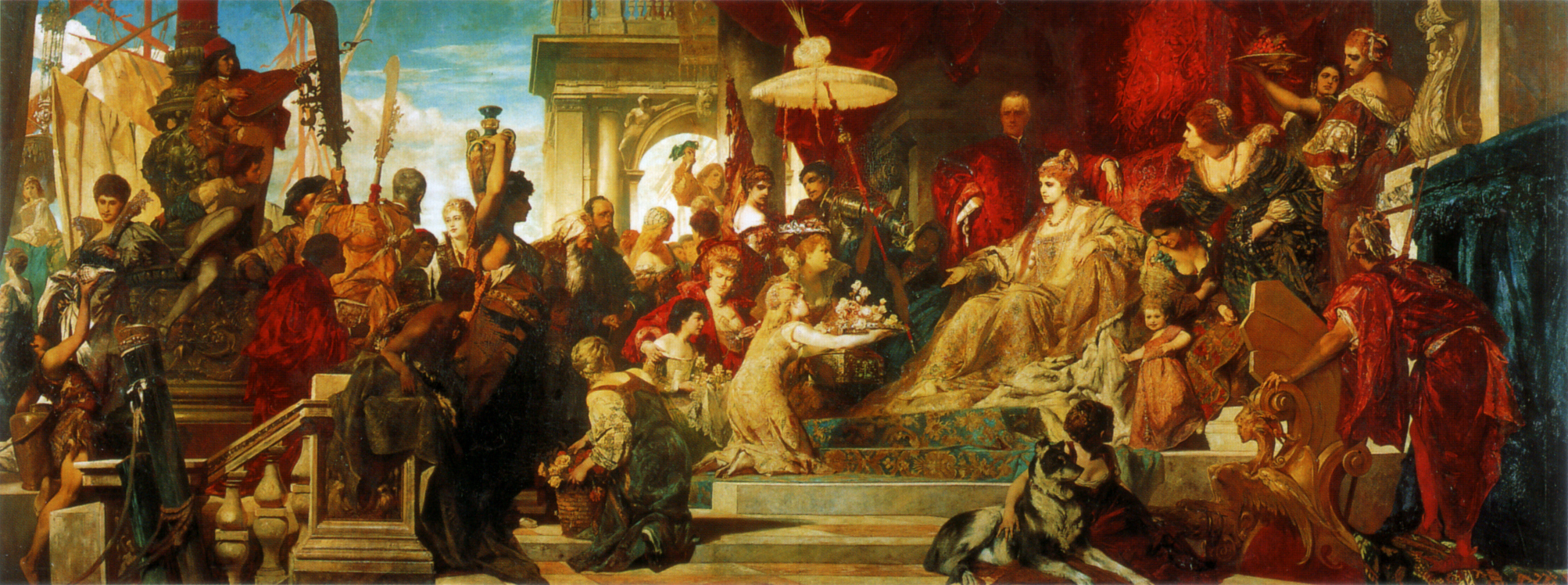
19世紀の画家ハンス・マカルトが描いた『カテリーナ・コルナロに敬意を表すヴェネツィア』。ウィーンのベルヴェデーレ宮殿所蔵。

1458年にキプロス王ジャン2世が死去すると、王位はジャック2世の異母妹で正嫡のシャルロットが継いだ。しかしながらジャン2世の庶子だったジャック2世がキプロス王位を求めてシャルロットと争い、シャルロットをローマへ追放して1464年にキプロス王位に就いた。政治的支援を必要としていたジャック2世は、キプロスと関係が深かったヴェネツィア共和国の名門貴族コルナーロ家の娘カタリーナを王妃に望んだ。ジャック2世からの申し込みはヴェネツィア側を非常に喜ばせ、ヴェネツィアとキプロスとの交易がいっそう盛んになり、キプロスでヴェネツィアに対する数々の特権が与えられるなどの効果となって表れた。当時のカタリーナは14歳であり、1468年7月30日にヴェネツィアで行われたジャック2世とカタリーナとの結婚式は代理結婚式だった。数年後にカタリーナはキプロス島へ渡り、正式にジャック2世と結婚生活を始めている。
正式な夫婦生活を始めて間もない1473年にジャック2世は突然発病し、7月に死去してしまう。当時ジャック2世の子を身篭っていたカタリーナは、ジャック2世の遺言に従ってキプロス王国の摂政となった。1473年8月に嫡子ジャック3世が生まれてキプロス王となったが、1歳の誕生日を迎える直前の1474年8月にジャック3世も死去してしまう。このジャック3世の死因についてはさまざまな疑惑が取り沙汰されている。
12世紀初頭の成立以来、250年余りを経たキプロス王国は衰退しており、1426年以来イスラム国家のマムルーク朝の属国のような立場に甘んじていた。ジャック3世の後を継いでキプロス女王となったカタリーナだったが、キプロスはヴェネツィアの商人たちが経済を握り、支配する国となっていった。そして1489年3月14日にカタリーナは退位し、キプロスの支配権を故国ヴェネツィアに譲渡することを余儀なくされた。
「2月14日に、黒いドレスをまとった女王は男爵や侍女らに付き添われつつ、馬に乗って王宮を離れた。6名の騎士が女王の騎馬の手綱をとっていた。王都ニコシアを去るときの女王の目には涙が溢れていた。すべての民草が女王との別れを惜しんで嘆き悲しんだ」

## アーゾロでの晩年

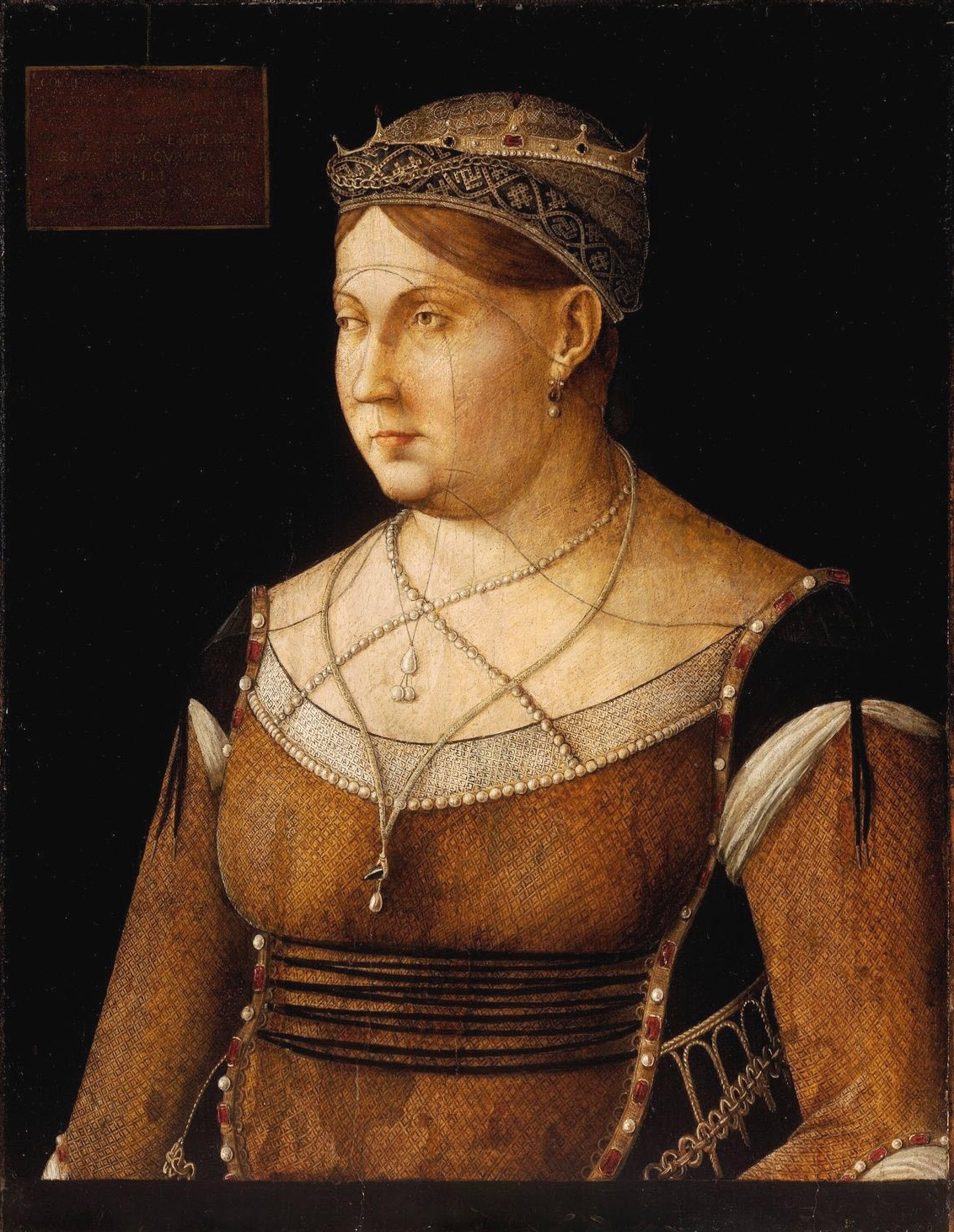
ジェンティーレ・ベリーニがカタリーナの退位後の1500年頃に描いた肖像画。ブダペスト国立西洋美術館所蔵。

キプロスはヴェネツィアの植民地となったが、カタリーナはキプロス王国譲渡の代償として女王の称号とアーゾロの女領主 (Signora di Asolo) の地位を保証された。カタリーナが主宰するアーゾロ宮廷は、優れた文学、芸術の集結地として高い評価を得るようになっていった。これは高名な学者で詩人のピエトロ・ベンボが書いた、悲恋と官能愛を綴った架空の会話集『アーゾロの談論 (Gli Asolani)』によるところが大きい。カタリーナは1510年に故国ヴェネツィアで死去し、ヴェネツィアの聖使徒聖堂に埋葬された。

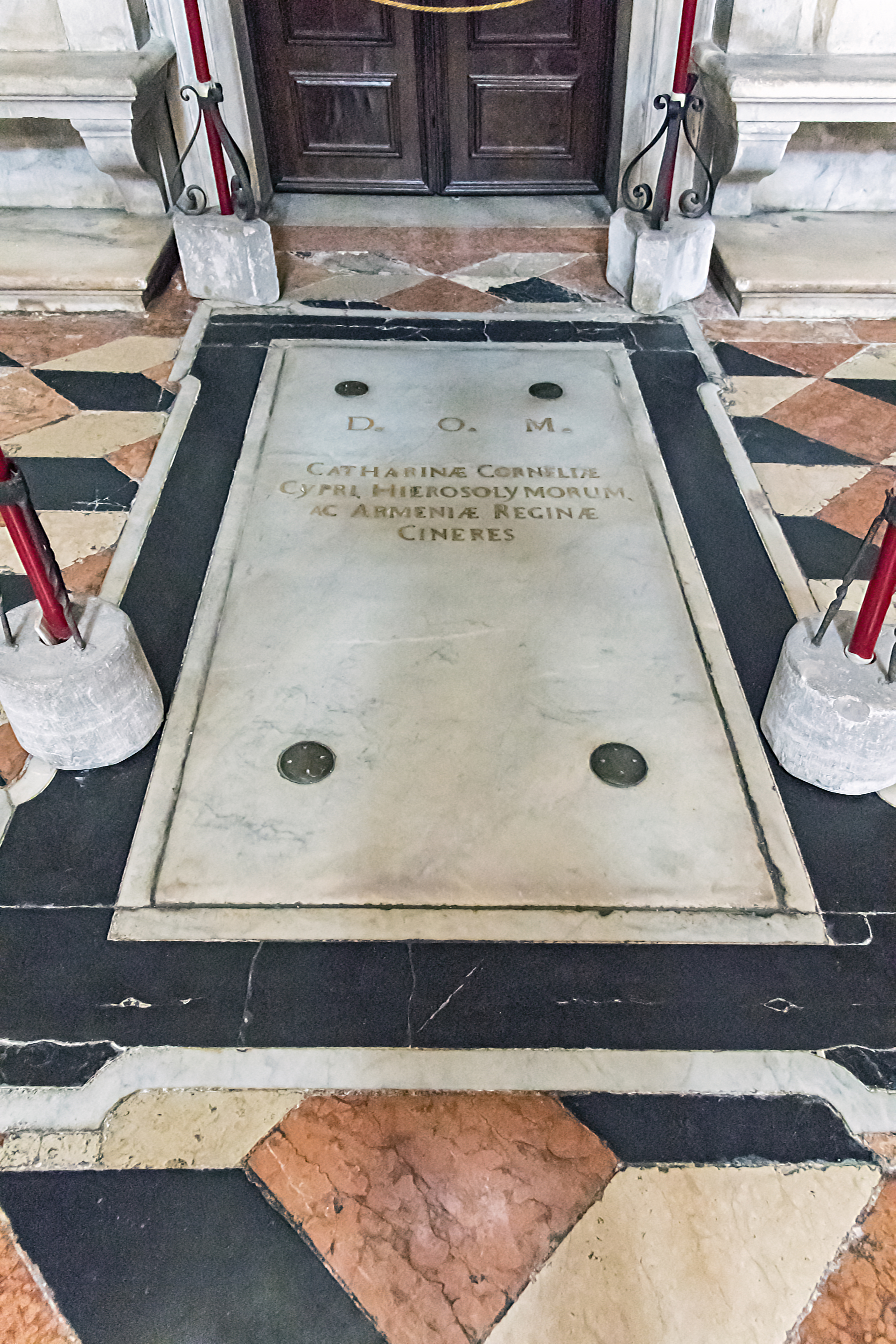
カタリーナの墓
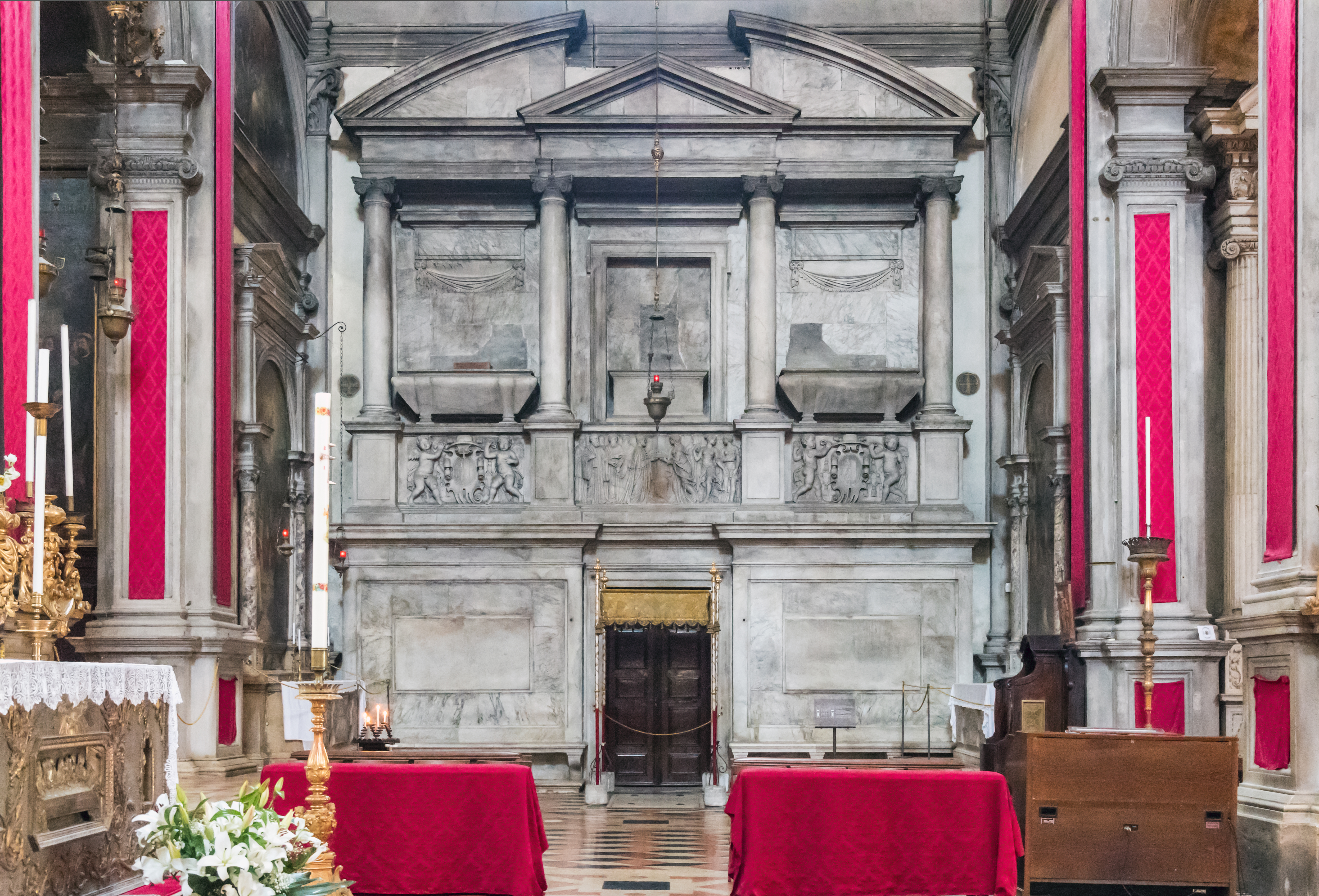
カタリーナの葬儀記念碑。

## ギャラリー

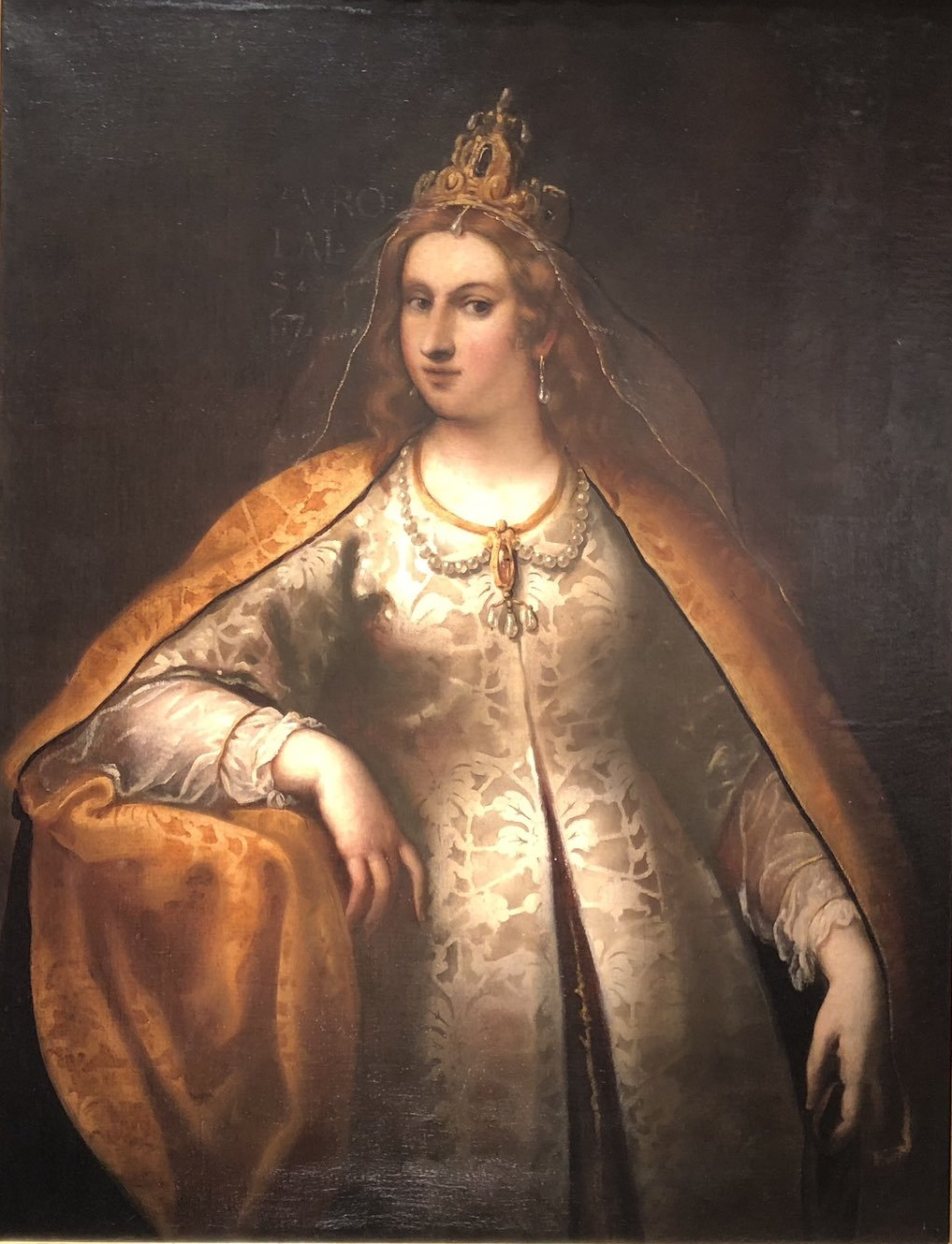
肖像画の内の一つ
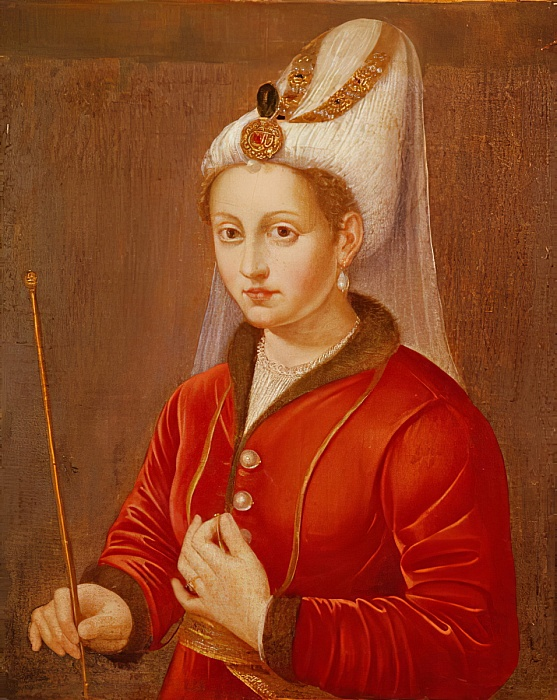
肖像画
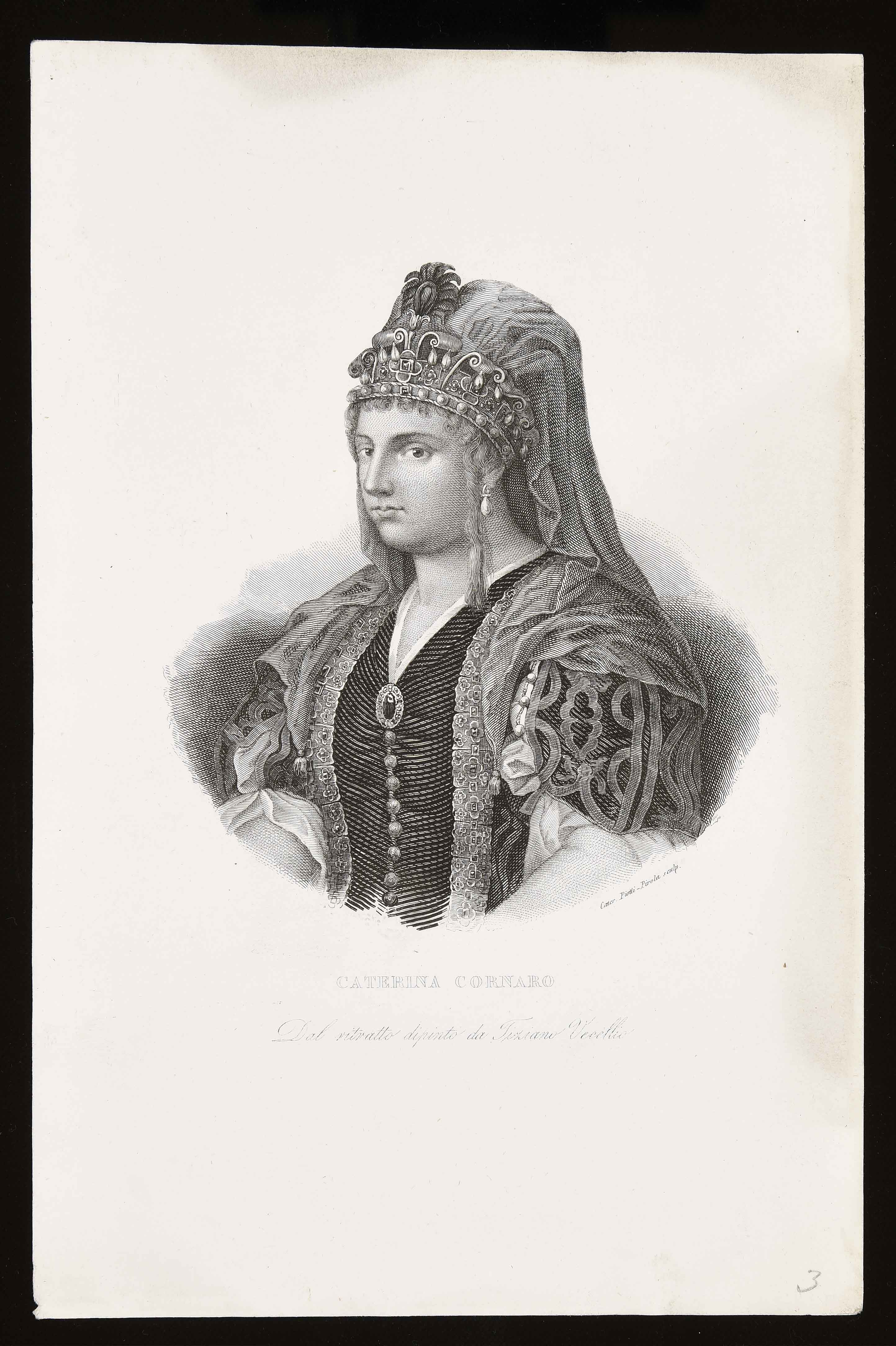
肖像画
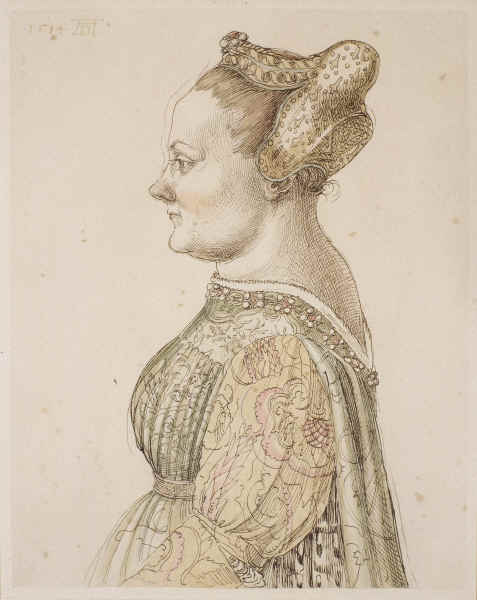
老後のデッサン
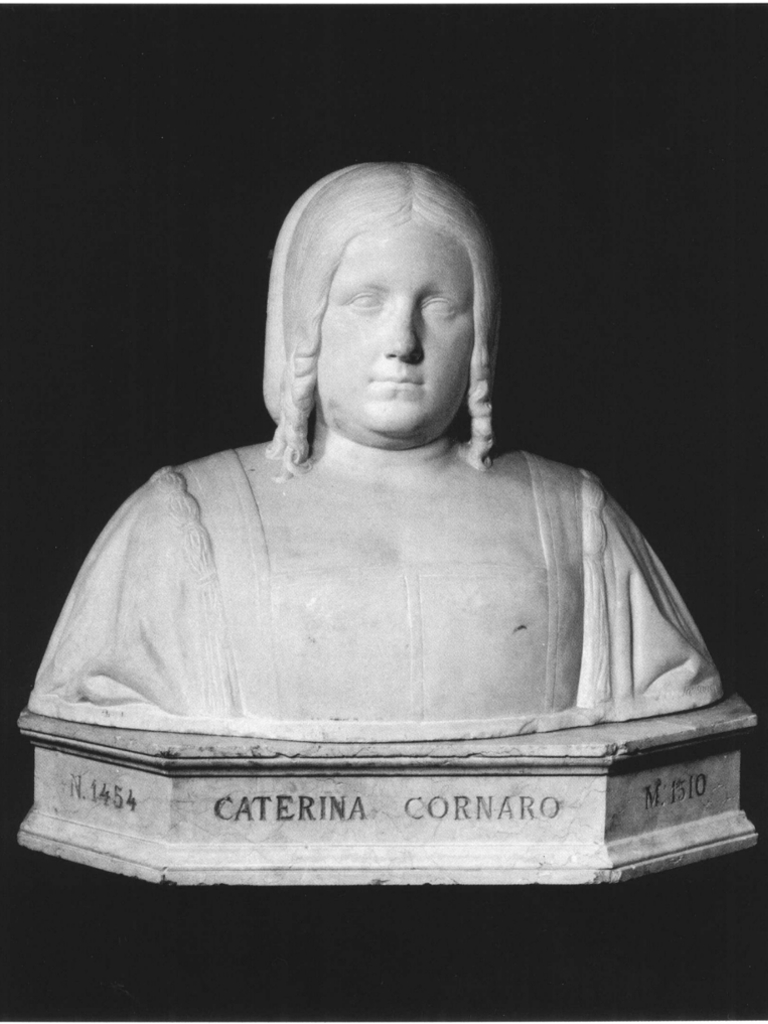
胸像

## 後世への影響
カタリーナの生涯を主題とした制作されたオペラに、フランツ・ラハナーの『カタリーナ・コルナーロ』（1841年）や、ガエターノ・ドニゼッティの『カタリーナ・コルナーロ』（1844年）がある。キプロス芸術大学 (en:Cyprus College of Art) が文芸振興を目的にラルナカに設置した機関は、カタリーナのちなんで「コルナーロ・インスティチュート」と名づけられている。2011年10月には、キプロスの古美術を扱う政府部局が、カタリーナが夏宮として使用していたポタミアの王宮を100万ユーロをかけて修復することを発表し、将来文化センターとして使用されることが決まっている。